# Чувашское Дрожжаное
Чувашское Дрожжаное (чув. Чăваш Çĕпрел) — село в составе Чувашско-Дрожжановского сельского поселения Дрожжановского района Республики Татарстан.

## География
Около села находится исток реки Малая Цильна.

## Транспорт
Чувашское Дрожжаное расположено в 2 км от районного центра Старое Дрожжаное, в 200 км к юго-западу от Казани, в 45 км к востоку от железнодорожной станции Бурундуки. Около села проходит автодорога Старое Дрожжаное — Нижний Чекурск.

## История
По преданиям, село основали три родных брата: Еливан, Ильмуха и Кранка, примерно в 1624 году. Получив разрешение от царя они со своими семьями поселились у истока реки Цильна.
В 1780 году, при создании Симбирского наместничества, деревня Старой Дрозжаной Куст, крещёных чуваш, вошла в состав Буинского уезда.
В XIX веке деревня Старой Дрозжаной Куст, крещённых чуваш и деревня Старой Дрозжаной Куст, служилых татар, разделили на: Чувашский Дрожжаной Куст и Старый Дрожжаной Куст (ныне Старое Дрожжаное).
В XVII-XVIII веках в деревне было всего 10-15 дворов, в XIX веке — 73 двора, в 1946-47 годах — 236 дворов.

### Название
Название села образовано от чувашского слова çĕпре, которое переводится на русский язык, как дрожжи. Выбор названия связан с расположения села на болотистом месте.

## Инфраструктура
Социокультурные объекты села:
- церковь;
- часовня,
- Дом Культуры, в здании которого также расположены библиотека и отделение связи;
- Чувашско -Дрожжановская средняя общеобразовательная школа;
- администрация местного самоуправления;
- шесть магазинов;
- швейный цех;
- ФАП (фельдшерский-акушерский пункт);
- детская площадка и площадка для игры в баскетбол.